# ピンボール・コンストラクション・セット
ピンボール・コンストラクション・セット(Pinball Construction Set)は、ビル・バッジが作成し、エレクトロニック・アーツから発売されたコンピュータゲーム。1983年にApple II用にリリースされた後、Atari 8ビット・コンピュータやコモドール64にも移植された。

## 概要
ピンボール・コンストラクション・セット（以下『PCS』）は、コンピュータ上でピンボールをプレイするゲームの一種でもあり、「ゲーム作成ツール」といったジャンルの先駆けとも言えるソフトである。ユーザーはバンパー、フリッパー、スピナーなどの部品を設置して、架空のピンボールを作成することができる。重力など物理モデルの変更もできる。ユーザーは作成したデータをフロッピーディスクに保存し、自由に交換できた。プレイのみならば本作は必要ない。

## 制作

### 当時のコンピュータ
バッジがカリフォルニア大学バークレー校の大学院に入ったのは1979年で、専攻はスーパーコンピュータのアーキテクチャだった。当時あったのはCray-1と呼ばれるモデルで、大学では大型コンピュータを使っていたが、端末は操作が厄介で遅く、バッジは自分のコンピュータが欲しいと思うようになった。そこで購入したのがApple IIだった。この他にも当時は様々なパソコンが発売されていたが、バッジによるとApple IIはハード的にもソフト的にもシンプルで美しいものだったという。のちのMacintoshと異なり、複数の拡張スロットを備えたオープンなアーキテクチャであったため、マニュアルにはマシンのことが細かく説明されており、回路図やシステムソフトウェアのソースコードなども公開されていたという。マニュアルは手描き感覚で親しみやすかった。ただし値段は非常に高かった。

### 初のゲーム制作と販売
バッジが心惹かれたのはグラフィックスで、Apple IIにはハイレゾモードが用意されており、これはメインメモリにマッピングされていた。バッジは、マニュアルにあった『ブレイクアウト』のBASICコードを打ち込み、いろいろな数値を書き換えることでその秘密に迫っていった。当時はフロッピーディスクはなく、カセットテープにプログラムをセーブしていたが、ロードに時間がかかり、ようやく動き始めても『ブレイクアウト』は話にならないほど動作が遅かった。このようにしてApple IIのわずか64KBしかないメモリの詳細や、CPUであるMOS 6502のプログラミングモデルなどを学び、最初のゲームを制作したが、この時にはすでに、バッジが独自に開発したグラフィックスルーチンが使われていたという。ゲームそのものは、地元のレストランで見た「Pong」のクローンだった。出来上がったゲームを、友人の伝手でAppleに売りに行ったバッジは、金ではなくそこにあったプリンターをもらった。
転機は友人と組んで発売したゲームで7000ドルを稼いだことだった。California Pacific Computerという名前の会社から『Pinball』、『Night Driver』、そして『Space War』という3本をセットにした『Bill Budge's Trilogy Games』というフロッピーディスク1枚のゲームを地元のゲームショップで販売した。これがバッジの制作した最初のピンボールゲームになるようだが、小切手をもらった時には信じられない思いだったという。

### アップルへの入社
1980年にバッジはアップルに入社することになった。担当したのは開発中のApple IIIと、次世代機のLisaだったが、結局アップルは1年で退社しフリーのゲーム開発者に戻る。Apple IIIもLisaも商業的には失敗作となったが、アップルで得たものもあった。それは優れた人々に囲まれて仕事ができたことで、特にApple IIをほぼ一人で開発した伝説的エンジニア、スティーブ・ウォズニアックからApple IIの秘密を聞けたのは、素晴らしい経験だったという。

### BudgeCoの設立
バッジはアップル退社後に、自分の会社であるBudgeCoを立ち上げ、1981年にピンボールゲーム『Raster Blaster』をリリースする。その作品で挑戦したのは、物理法則に則ったリアルなボールの動きであり、そのために重要なのは「Collision Detection（衝突判定）」だった。バッジは低い能力のApple IIで正確なボールの動きを再現するため、ポリゴンとは何かを学び、MOS 6805の機能であったゼロページを使って高速化を図り、メモリ配置を工夫し、さらに様々なテクニックを使って制作したという。衝突判定については、結局最後はほとんど手仕事でトライ＆エラーを繰り返し、眠れない夜を何日も過ごしたという。グラフィックスも全てバッジが描いていた。
これらの努力で『Raster Blaster』は成功を収め、その次の作品として企画したのが『PCS』だった。グラフィックスツールなども制作していたバッジは、プログラミングの知識がなくても、LEGOなどの組み立て玩具のように、必要なものを並べるだけでゲームが作れるようなものはないかと考えた。そこにゼロックスのパロアルト研究所が発明し、Lisaに採用され後にはMacintoshにも使われることになった、グラフィカルユーザーインタフェースのアイデアが組み合わされて、『PCS』が生まれることになった。

## 発売後
BudgeCoは他の大企業のような流通網を持っていなかったこともあり、当初の売上は良くなかった。そんなところ、1982年にエレクトロニック・アーツ(EA)を設立したばかりのトリップ・ホーキンスが接近してきた。バッジはEAから『PCS』を発売することに同意した。
生まれたばかりのEAは当初、製作者を全面に押し出すというプロモーション活動をしていたことで知られている。同社はゲーム雑誌だけでなく、音楽雑誌にも大きな広告を載せたりしており、そのためバッジもまるでロックスターのように扱われ、テレビに出演するなど有名になった。
『PCS』の売上は、1989年11月までに25万を超えた。

## 評価
スティーブ・ウォズニアックは、「8ビットマシン向けに書かれた最高のプログラム」と評した。1983年の『Computer Gaming World』では、「この商品には魔法のようなものがある。あなたが作った全てのものを数分後には手にできる」と語り、8歳児でも問題なく扱えるもので、プログラミング知識も必要ないので9ページある説明書は過剰とも述べている。『Video magazine』のコラム「Arcade Alley」においては、Atari 800版について「非常に巧みで扱いやすいプログラム」と評している。
1984年の『バイト』誌では、「このゲームに問題があるとは思えない…創造性が推奨され、優しく手助けされている。これは子供やコンピュータ初心者に価値のあるものだ。」と述べている。『InfoWorld』誌では、ゲームとしての重要性をスコット・アダムズの『Adventureland』と比較し、「将来多くの子や孫が生まれているだろう」と予言している。Addison-Wesleyの『Atari Software 1984』では「A+」にレイティングされ、ユーザーインターフェイスを「非常に人間工学的」と称賛している。『Compute!』誌では1988年の「お気に入りのゲーム」の一つに挙げ、本作を「芸術的なプログラミング…決して古くはない古典」と呼んだ。オースン・スコット・カードは1989年に雑誌で、このプログラムが非常に柔軟性があり、自身の息子もグラフィックス・プログラムとして使用していると語っている。

## 影響
EAは本作に続いて、『Music Construction Set』、『Adventure Construction Set』、『Racing Destruction Set』といった、同様のコンセプトを持ったソフトをリリースしている。
日本でもパソコンゲーム誌『ログイン』などで話題になっており、この後の日本のビデオゲーム、特にパソコン用ソフトでは、面を作る機能を含め、ゲーム作成ツール全般を「コンストラクション」と呼ぶことが流行した。
2012年のGame Developers Conferenceでは、ウィル・ライトが『PCS』に影響を受けて初代『シムシティ』を開発したと語っている。

## その後のバッジ
バッジは『PCS』がうまくいった理由として、「小さなプロトタイプから飽きることなく改善を続けたこと」「優れた人々が傍らにいたこと」「難しい問題に大胆に挑んだこと」「最適化に重点を置いたこと」、そして「面白いことをすべてまとめるためにハードワークを重ねたこと」を挙げている。また、あまりうまくいかなかったこととして、ツールが不十分であったことや，最適化がまだ不十分であったこと、そしてコードにほとんどコメントを付けなかったことを挙げている。
若くしてスターとなったバッジは、その後もいくつかのタイトルを制作したものの、1980年代中頃には半ば引退という形でゲーム業界を去った。その後再びゲーム業界に復帰し、1993年に『Virtual Pinball』をメガドライブ向けにリリースした。
2013年にはMIT Licenseの下、『PCS』のAtari 8ビット版のソースコードをGitHubに公開した
。